# 나카오 류세이
타케오 토모하루(竹尾 智晴, 1951년 2월 5일 ~ )는 일본의 남성 성우이다.
대표작은 날아라 호빵맨의 바이킹맨(세균맨), 드래곤 볼의 프리저, 디즈니 캐릭터 호세 카리오카 등이 있다.
형인 타케오 잇신도 배우로 활동하고 있다.

## 인물
3살에 히마와리 극단에 들어와, 5살 때 라디오 드라마 후쿠짱에 출연했다. 1950년대에 예능계에 진출하여, 중학생 때부터 혼자 살기 시작했다고 한다.

## 특징
야나세 타카시로부터 '섹시한 목소리'라고 형용될 정도로 독특한 목소리의 소유자이다. 애니메이션이나 게임에서 주로 정체불명의 신비한 사람의 역할을 맡고, 날아라 호빵맨의 바이킹맨, 드래곤 볼의 프리저 등 악역도 많이 담당했다. 한편으론 니코니코 풍에서의 포로리처럼 기가 약한 캐릭터를 맡기도 하고, 못케의 이즈나처럼 상냥한 인물, 블리치의 쿠로츠치 마유리처럼 잔혹한 인물도 맡는 등 연기의 폭이 넓다.
나카오 자신은 결점이 많은 사람을 연기하는게 좋다고 말했다.

## 에피소드
옛날부터 알고 지내던 사람에게는 "토모짱"이라 불린다고 한다.

## 출연작

### 애니메이션
- 원피스-시저 클라운/에릭(낫낫열매)
- 날아라 호빵맨-바이킹맨(세균맨)
- 드래곤볼-프리저
- 드래곤볼 Z-프리저
- 드래곤볼 GT-프리저
- 드래곤볼 카이-프리저
- 디 그레이맨-에시
- 은혼-타락
- 모노노케 (애니메이션)-겐케이(우미보즈 편)
- 몬타나 존스-알프레드
- 미키 마우스 워크-호세 카리오카
- 블리치-쿠로츠지 마유리
- 톰과 제리-드로피
- 카우보이 비밥-로코 보나로
- 쾌걸 조로리-악마
- 타이니 툰-버스터 버니
- 하우스 오브 마우스-호세 카리오카
- 스위트 프리큐어-노이즈
- 대쉬 욘쿠로-스메라기 카이단지
- 디지몬 프론티어-루체몬
- 헬로 스팽크-츠카하라 세이야
- AWOL-피트 큘탱
- 신만이 아는 세계 1기-코다마 이치로
- 신만이 아는 세계 2기-코다마 이치로
- 학교괴담-아마노자쿠
- 바이스 크로이츠-팔파렐로
- 아미테이지3-댄클로드
- 파라솔 헨베에-메모스케
- 원펀맨-백신맨

### 극장용 애니메이션
- 원피스: 스트롱 월드 - Dr.인디고
- 3인의 기사-호세 카리오카
- 레이디와 트램프-트램프
- 드로피-드로피
- 뮬란-링
- 블리치 극장판-쿠로츠치 마유리
- 폴라 익스프레스-스모키
- 명탐정 코난: 14번째 표적-사와키 코우헤이
- 드래곤볼 슈퍼: 브로리-프리저
- 드래곤볼 극장판 - 쿠우라

### OVA
- 에일리언 9-보그

### 게임
- 킹덤하츠 2-링
- 페르소나 2-스도 타츠야
- 초강전기 키카이오-알렉심

### 라디오 드라마
- 캣스아이-우치우미 토시오